# Hyperperacera nemoralis
Hyperperacera nemoralis är en tvåvingeart som beskrevs av Philippi 1865. Hyperperacera nemoralis ingår i släktet Hyperperacera och familjen Brachystomatidae. Inga underarter finns listade i Catalogue of Life.